# Naratj, Mjadzel rajon
Naratj (belarusiska: Нарач) är en kurort i Belarus. Den ligger i rajonen Mjadzel rajon i voblasten Minsks voblast, i den norra delen av landet, 120 km nordväst om huvudstaden Mіnsk. Naratj ligger 170 meter över havet och antalet invånare är 3 481. Den ligger vid sjön Naratj.

## Natur och klimat
Terrängen runt Naratj är platt. Närmaste större samhälle är Mjadzel, 15,0 km öster om Naratj.
Trakten runt Naratj är nära nog obefolkad, med mindre än två invånare per kvadratkilometer.